# 선학국제빙상경기장

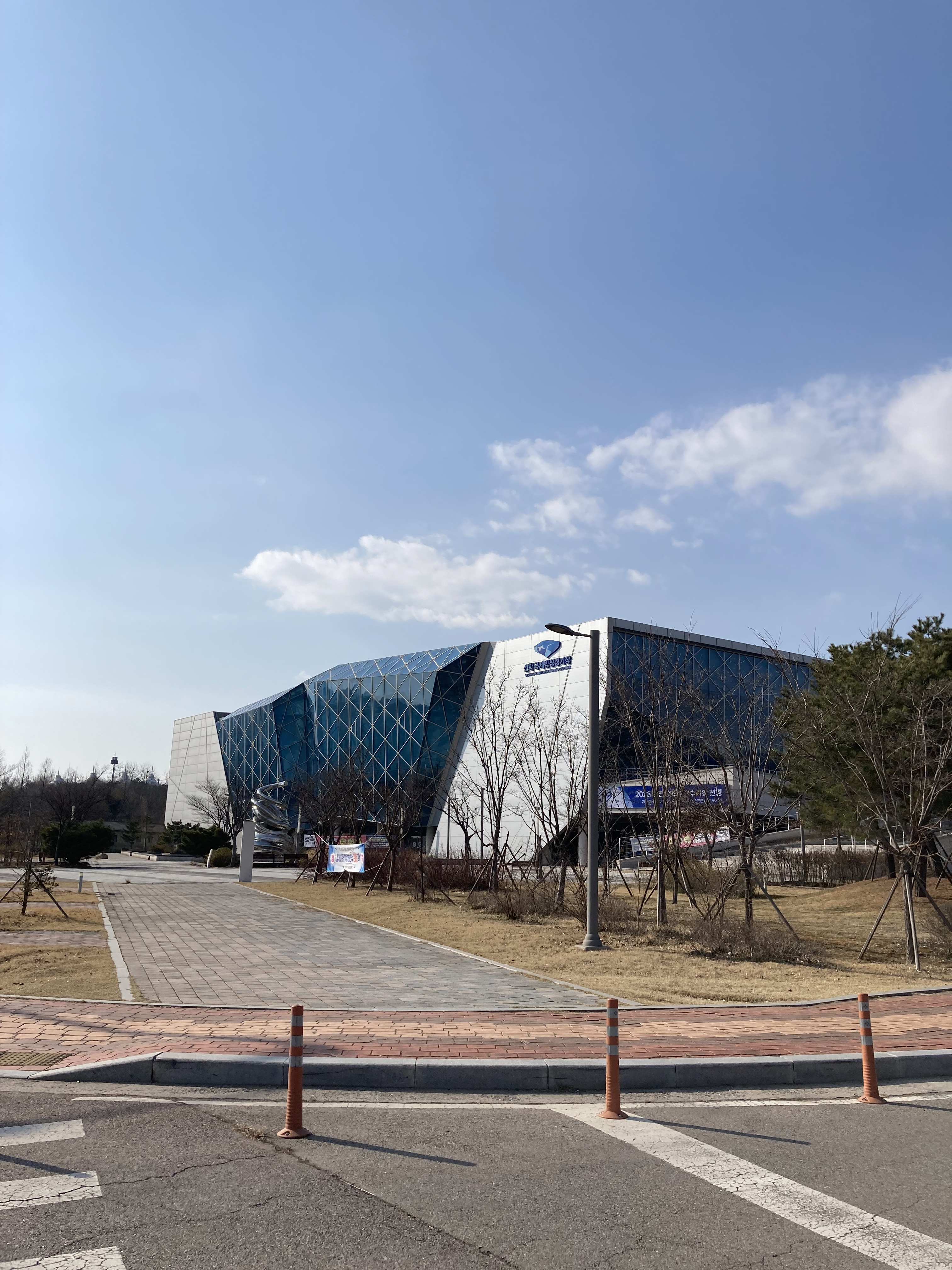
인천광역시에 있는 선학국제빙상경기장 외관 전경 모습이다.

선학국제빙상경기장은 대한민국 인천광역시 연수구에 위치한 빙상 경기장이다. 2015년 03월 개장했으며 사계절 운영되고 있다. 현재 어린이들의 건강증진과 직장인들의 여가선용, 인천 지역 빙상 종목 엘리트 선수 발전을 위한 훈련장으로 쓰이고 있다.
대지면적은 242,484.7㎡, 건축면적은 6,938.48㎡, 연면적은 13,415.95㎡, 층수는 지하1층, 지상3층으로 이루어졌다.

## 시설정보
| 주요시설   | 내용     | 내용                                          |
| ---------- | -------- | --------------------------------------------- |
| 주경기장   | 위 치    | 인천광역시 연수구 경원대로 526 (선학동)       |
| 주경기장   | 운영시간 | 06:00∼18:00                                   |
| 주경기장   | 세부시설 | 링크장(30m*61m, 국제규격 1면), 관람석, 전광판 |
| 주경기장   | 가용인원 | 440명                                         |
| 주경기장   | 문 의 처 | 032) 821-5723, 5641                           |
| 보조경기장 | 위 치    | 선학국제빙상경기장 지하 1층                   |
| 보조경기장 | 운영시간 | 06:00∼18:00                                   |
| 보조경기장 | 세부시설 | 링크장(30m*61m, 국제규격 1면), 관람석         |
| 보조경기장 | 가용인원 | 440명                                         |
| 보조경기장 | 문 의 처 | 032) 821-5723, 5641                           |
| 컬링연습장 | 위 치    | 선학국제빙상경기장 지하 1층                   |
| 컬링연습장 | 운영시간 | 06:00∼18:00                                   |
| 컬링연습장 | 세부시설 | 링크장( 44m*9m, 2면), 관람석                  |
| 컬링연습장 | 가용인원 | 80명                                          |
| 컬링연습장 | 문 의 처 | 032) 821-5723, 5641                           |

인천광역시의 대표적인 국제빙상경기장으로서 빙상 경기 선수라면 반드시 들려 훈련하는 경기장이다. 2014년도 인천 아시안 게임 당시 핸드볼 경기장으로 쓰이기도 하였으며, 2018 평창 동계올림픽 개최 전 연습경기장으로 활용되기도 하였다.

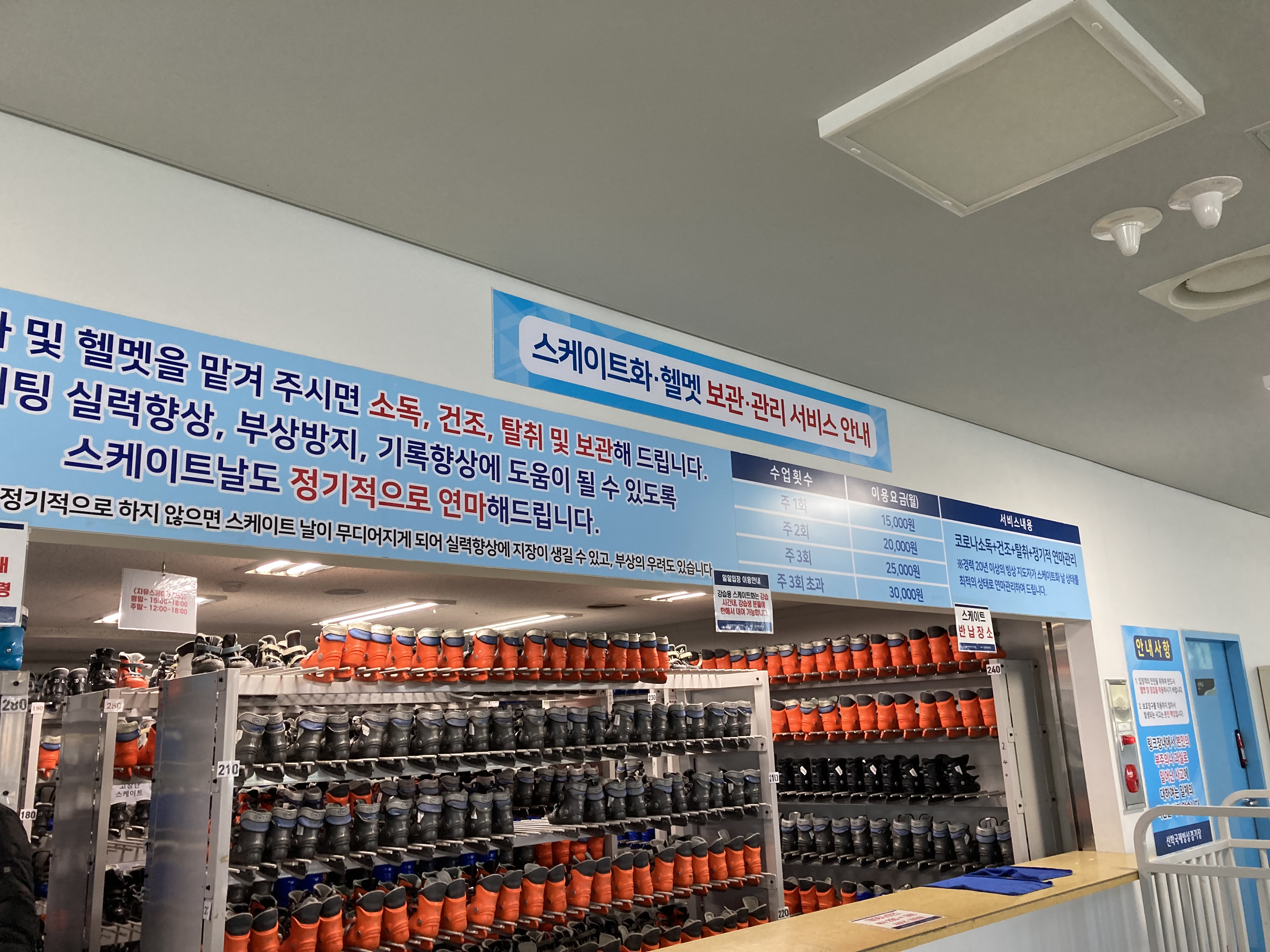
스케이트 장비 대여소
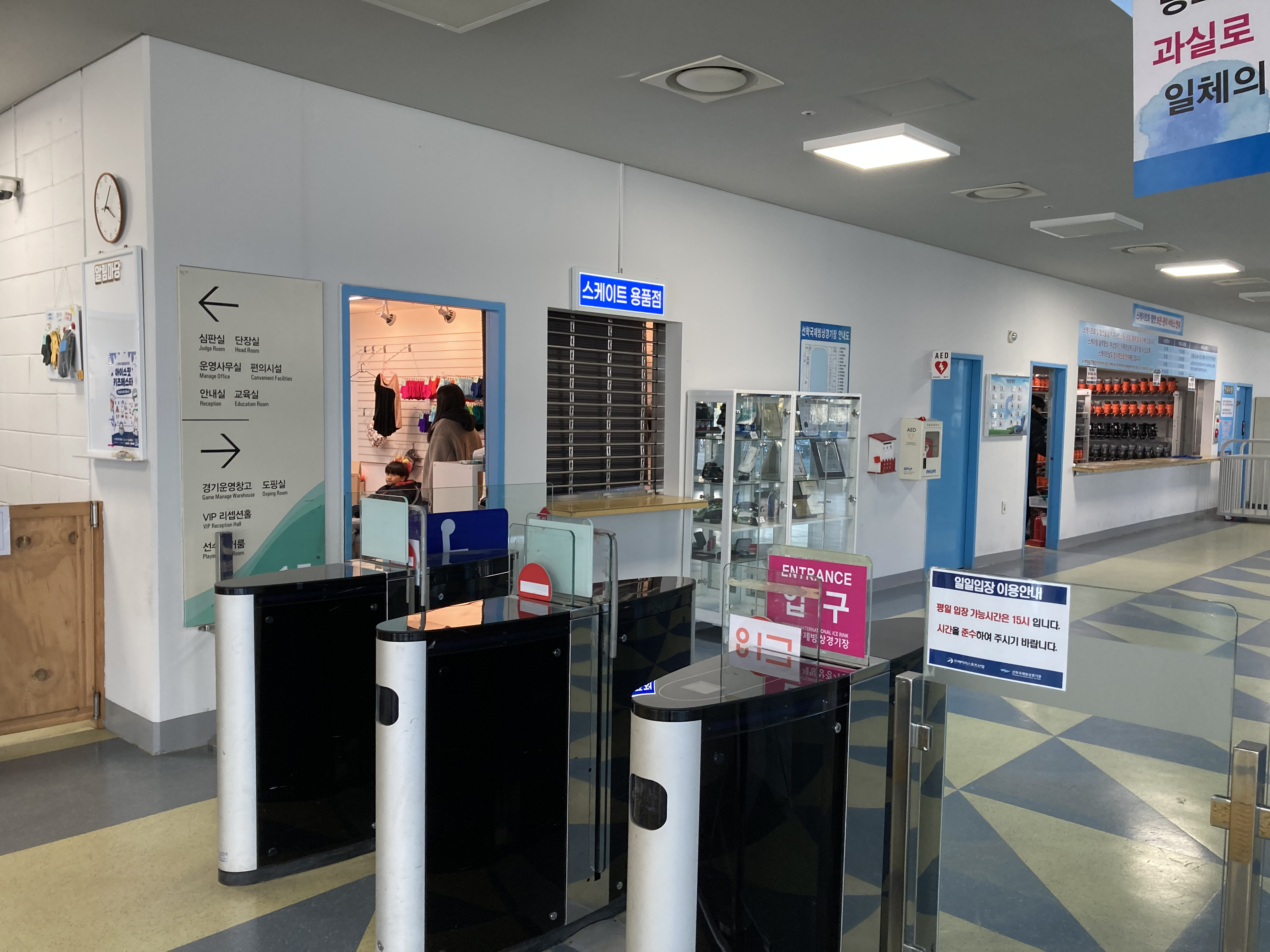
내부 링크 진입 전 티켓팅 입구
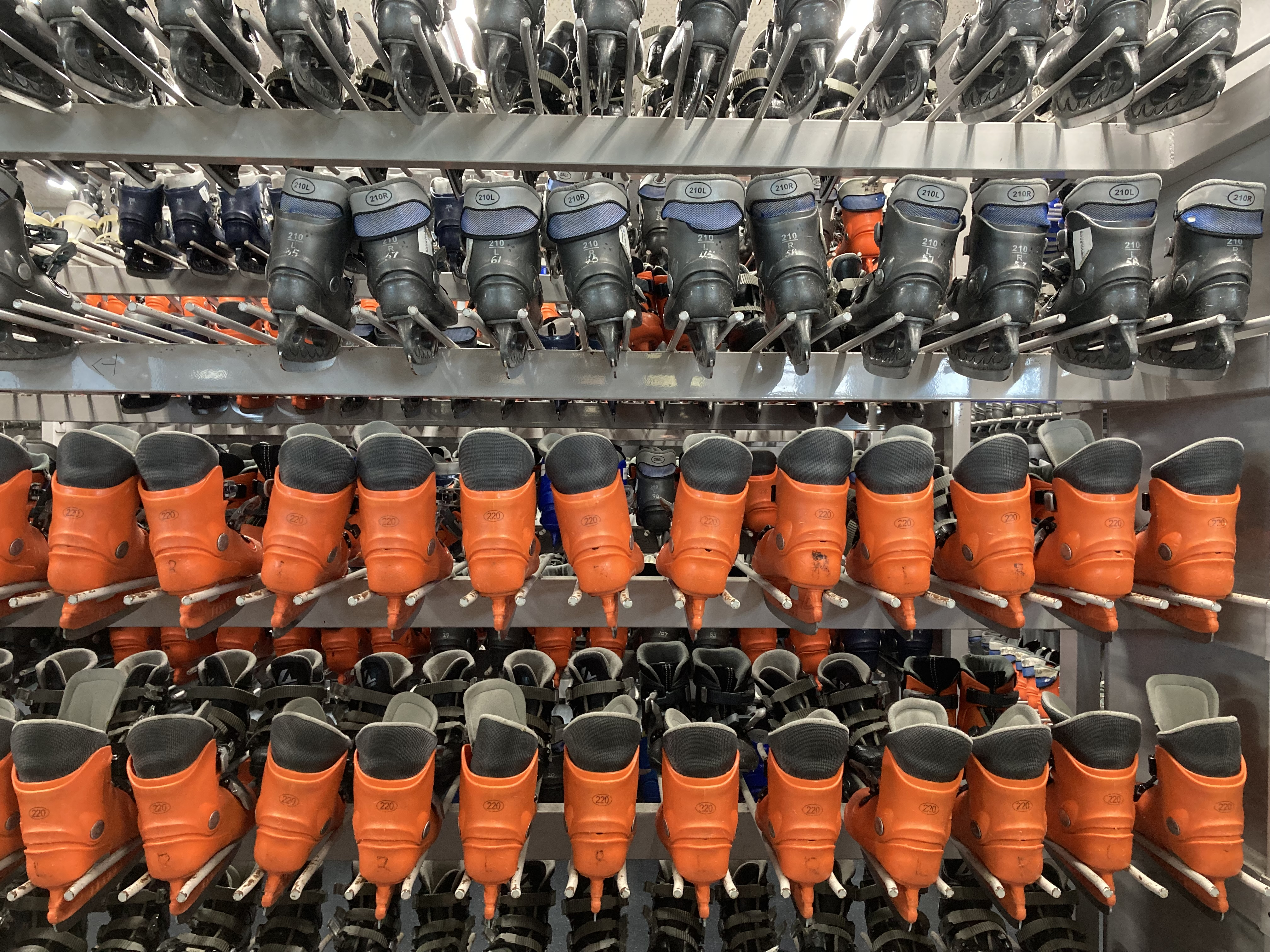
가지런하게 놓여있는 준비된 스케이트화

스케이트 장비를 대여할 수 있고, 초보자도 누구나 방문할 수 있고, 장비대여소를 방문하기 전 장갑은 미리 준비해서 가져가는 것이 좋다. 별도의 비용을 내고 구매할 순 있다.